# José Echegaray
José Echegaray y Eizaguirre (19 tháng 4 năm 1832 – 4 tháng 9 năm 1916) là nhà viết kịch Tây Ban Nha đoạt giải Nobel Văn học năm 1904.

## Tiểu sử
Jose Maria Valdo Echegaray y Eizaguire sinh tại thủ đô Madrid. Năm lên 3 tuổi gia đình chuyển về Murcia ven biển Địa Trung Hải. Bố là giáo sư tiếng Hy Lạp ở trường Đại học Murcia. Echegaray đi học sớm, say mê tiếng Hy Lạp, tiếng Latin, lịch sử, triết học và toán. Nhận chứng chỉ tú tài triết học năm 14 tuổi, ông trở về Madrid và học tại trường Trung học Kỹ nghệ. Làm kỹ sư một vài năm, rồi trở thành giáo sư toán lý thuyết và ứng dụng tại trường Trung học Kỹ nghệ. Echegaray là một trong những nhà toán học xuất sắc nhất Tây Ban Nha thời đó, nghiên cứu triết học, địa lý và kinh tế - chính trị học, yêu thích nghệ thuật sân khấu. Sau cuộc cách mạng dân chủ tư sản năm 1868, ông lần lượt giữ các chức Bộ trưởng Xã hội, Bộ trưởng Thương mại, Bộ trưởng Tài chính.
Năm 1874, sau khi vương triều Bourbon được khôi phục, Jóse Echegaray buộc phải lưu vong sang Paris. Cuối năm ông về nước, viết vở kịch đầu tiên El ibro tahonano (Cuốn ngân phiếu), rồi từ bỏ việc nghiên cứu toán học và những khoa học khác, cũng như các hoạt động chính trị. Ba mươi năm tiếp theo Echegaray chỉ chuyên tâm vào văn học nghệ thuật, mỗi năm viết vài ba vở kịch cho đến cuối đời. Trong số 60 vở kịch của ông có đến hơn nửa là kịch thơ. Vở kịch nổi tiếng đầu tiên của ông là La esposa del vengador (Vợ kẻ báo thù, 1874); năm 1895 vở O locura ó santidad (Điên khùng hay thần thánh, viết năm 1877) được dịch sang tiếng Anh và mang lại tiếng tăm thế giới cho ông. Tác phẩm nổi tiếng nhất của Echegaray là El gran Galeoto (Galeoto vĩ đại1881), viết về sức tàn phá của những tin đồn thổi khiến những người vô tội trở thành nạn nhân.
Năm 1894 ông được bầu vào Viện Hàn lâm Hoàng gia Tây Ban Nha. Năm 1904 ông nhận giải Nobel cùng Fredéric Mistral vì những đóng góp cho sự nghiệp phục hồi các truyền thống của kịch Tây Ban Nha. Năm 1912 ông được trao Huân chương Lông Cừu Vàng. Các nhà phê bình đánh giá khác nhau về José Echegaray. Một số cho rằng ông là mắt xích kết nối của kịch cổ điển và hiện đại Tây Ban Nha; số khác coi nghệ thuật của ông là bằng chứng suy thoái của nền nghệ thuật kịch Tây Ban Nha cuối thế kỉ 19. Ông mất ở Madrid năm 1916.

## Tác phẩm
- El ibro tahonano (Cuốn ngân phiếu, 1874), kịch
- La esposa del vengador (Vợ kẻ báo thù, 1874), kịch
- En el puno de la espada (Trên cán kiếm, 1875), kịch
- En el pilar y en la cruz (Cột mốc và thập giá, 1878), kịch
- Conflicto entre dos deberes (Nghĩa vụ mâu thuẫn, 1882), kịch
- O locura ó santidad (Điên khùng hay thần thánh, 1887), kịch
- El gran Galeoto (Galeoto vĩ đại, 1881), kịch
- El hijo de Don Juan (Con trai Don Juan, 1892), kịch